# Bukoitza

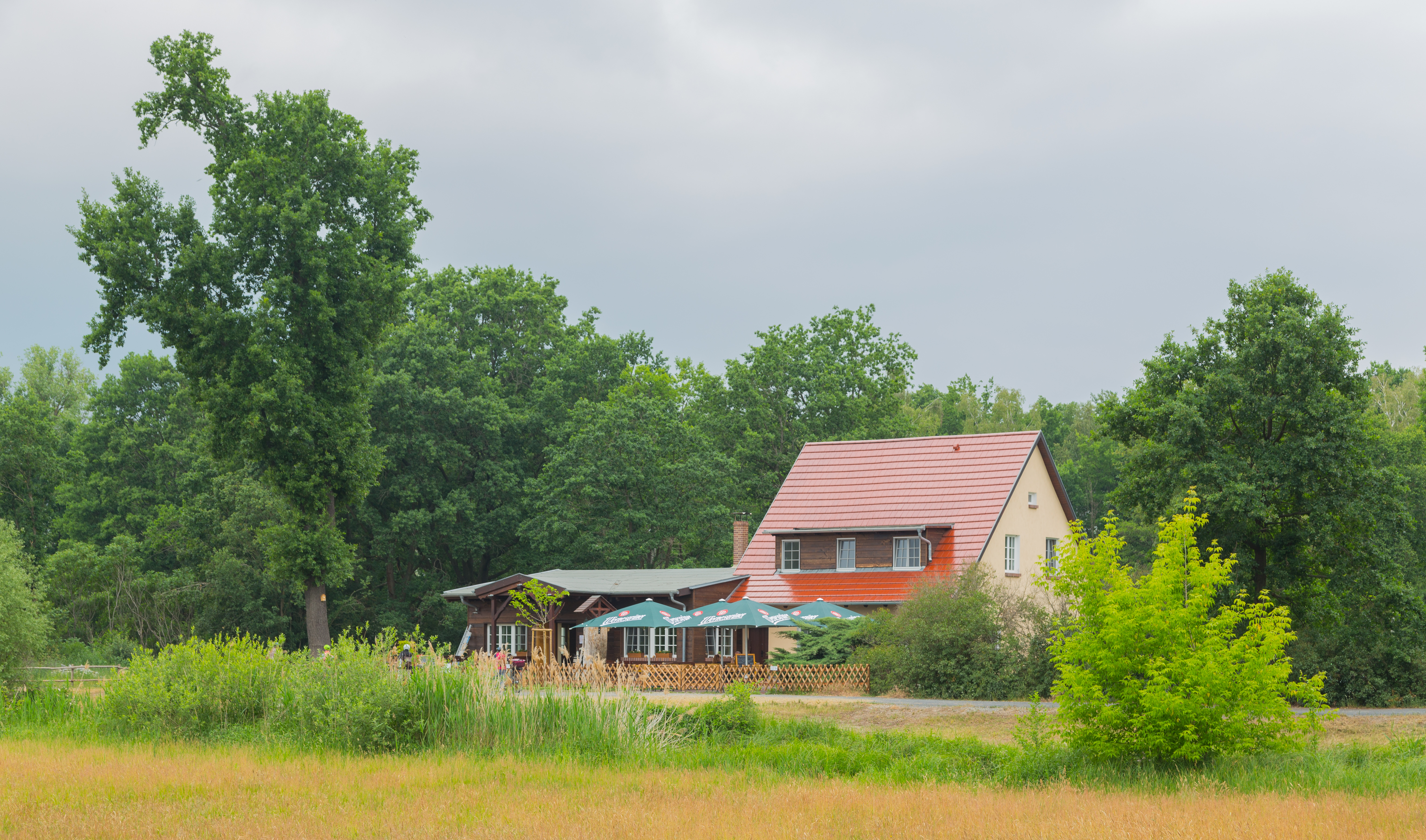
Das umfassend sanierte Gasthaus Bukoitza (2020).

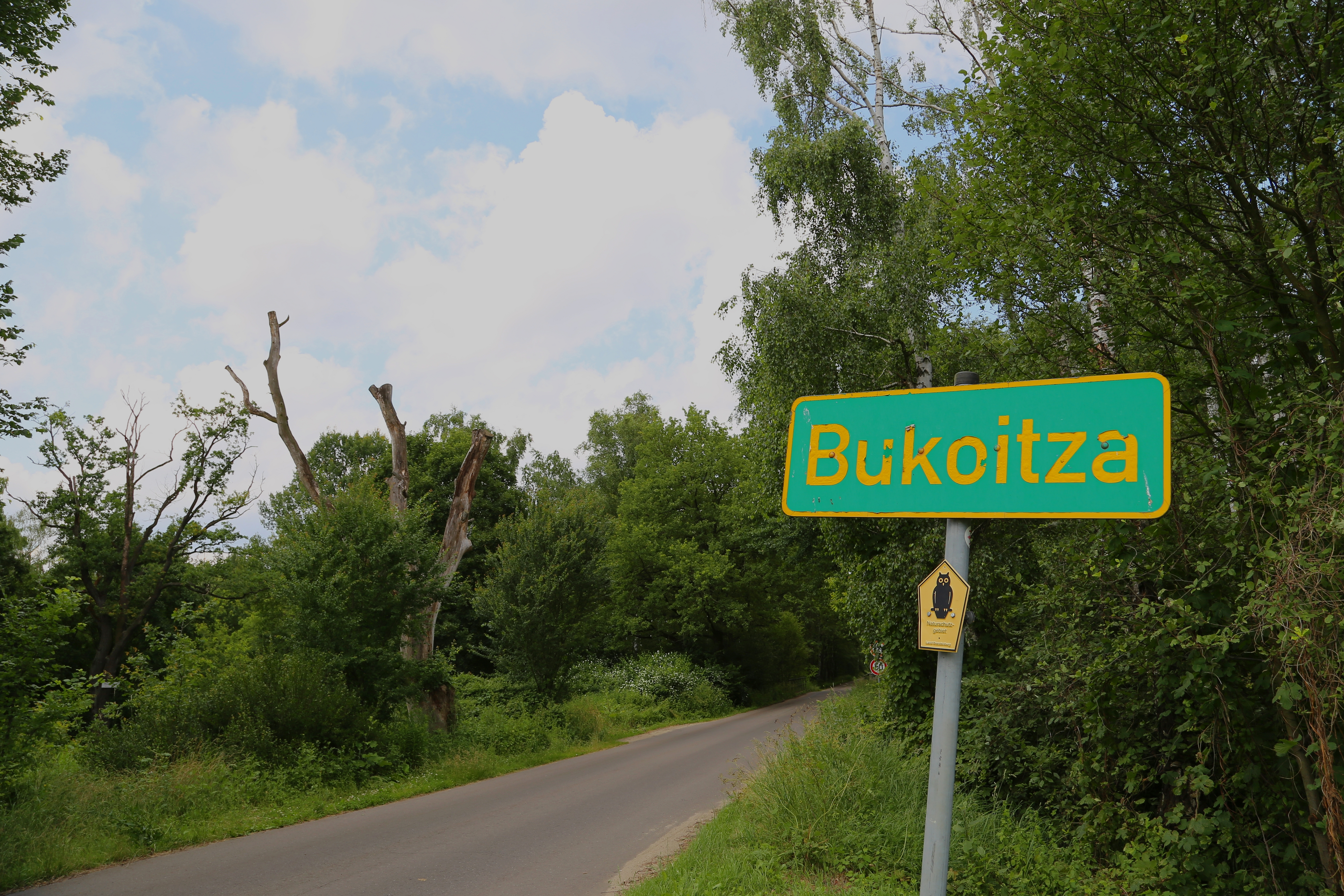
Ortseingang und Kennzeichnung als Naturschutzgebiet

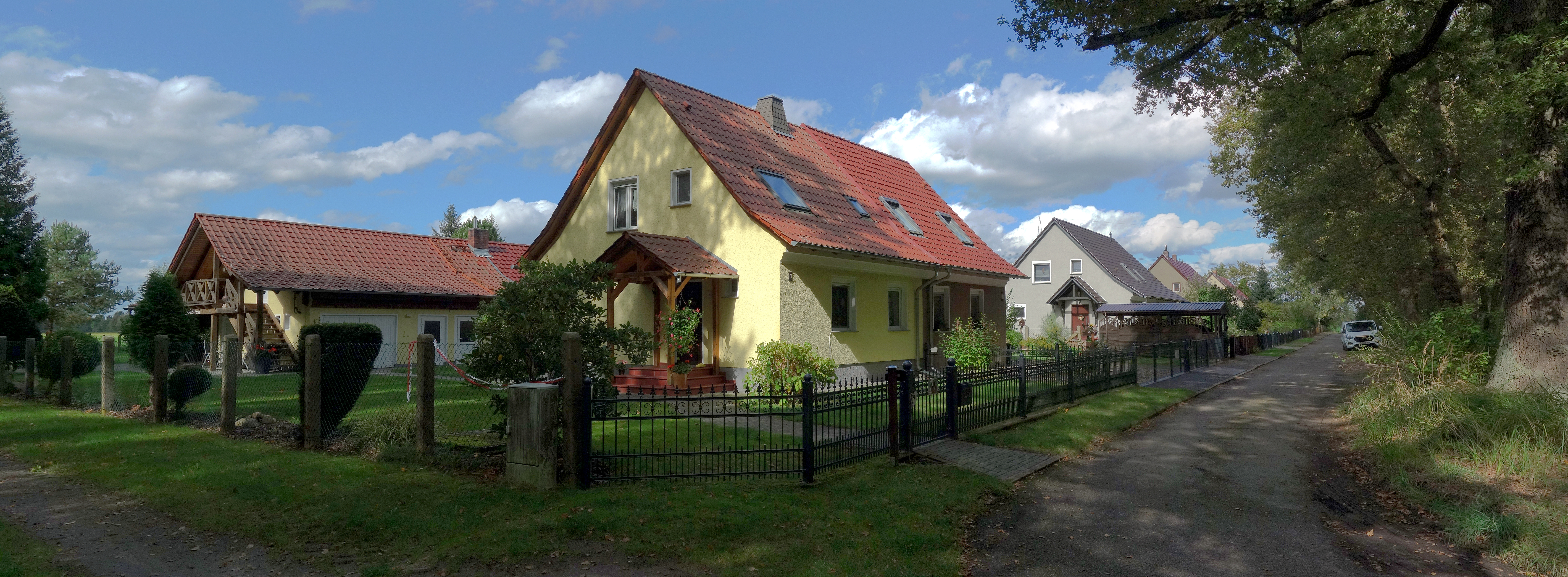
Die Ausbausiedlung Bukoitza (2024).

Bukoitza, niedersorbisch Bukojca, ist ein Wohnplatz der Stadt Lübben (Spreewald) im Landkreis Dahme-Spreewald in Brandenburg. Der Ort liegt im gleichnamigen Naturschutzgebiet.

## Lage
Bukoitza liegt im Oberspreewald am Nordumfluter, rund sieben Kilometer südöstlich von Lübben. Benachbart gelegene Ortschaften sind Radensdorf im Norden, Burglehn im Nordosten, Alt Zauche im Osten, Wotschofska im Südosten, Lübbenau (Wohnplätze Stottoff und Stennewitz) im Süden, Ragow im Südwesten, Ellerborn und Steinkirchen im Westen und Lübben im Nordwesten.
Bukoitza ist über eine Verbindungsstraße mit dem Nachbarort Radensdorf erreichbar.

## Geschichte
1926 wurde im Oberspreewald entlang des Nordumfluters das Ausflugslokal „An der Bukoitza“ eröffnet. Der Name Bukoitza beschreibt einen Rotbuchenhain. Später entstand nördlich des Gasthofes eine Ausbausiedlung. Der Gasthof wurde 2003 geschlossen, das Gebäude verfiel danach zusehends. Im Jahr 2016 wurde das Gebäude gekauft und saniert, seit 2019 wird es wieder als Gasthof betrieben.

## Naturschutzgebiet
Östlich der Siedlung befindet sich das gleichnamige Naturschutzgebiet. Das Gebiet mit der Kennnummer 1291 wurde am 12. September 1990 unter Naturschutz gestellt, umfasst eine 15 Hektar große Waldfläche und wird im Norden durch den Schuberts Graben und im Süden durch den A-Graben Nord begrenzt. Es ist Teil des Biosphärenreservats Spreewald.